# Invisible Empire
Invisible Empire è un singolo della cantautrice britannica KT Tunstall, il terzo estratto dal quinto album in studio Invisible Empire // Crescent Moon; venne pubblicato il 19 agosto 2013.

## Promozione
Insieme a Made of Glass e Feel It All, Invisible Empire è una delle canzoni più suonate dalla cantante. È stata suonata live per la prima volta nel 2012 insieme a Daryl Hall.

## Composizione
Invisible Empire è stata la prima canzone ad essere stata scritta per l'album Invisible Empire // Crescent Moon, ed ha toni più cupi rispetto alle altre tracce dell'album.

## Video musicale
Il video musicale della canzone ha debuttato sul canale YouTube ufficiale della cantante il 30 luglio 2013, ed è stato acclamato dalla critica per lo stile medievale che richiama Il Trono di Spade.

## Tracce
Download digitale
1. Invisible Empire (Radio Edit) – 3:52